# 耿云志
耿云志（1938年12月—2024年8月2日），辽宁海城人，中华人民共和国历史学家，中国社会科学院近代史研究所 （页面存档备份，存于）研究员、学部委员。1964年毕业于辽宁大学哲学系。 他主要研究胡適的思想及中國現代化運動。